# Unguriu
Unguriu est une commune roumaine située dans le județ de Buzău.